# Sóc bay lùn Hose
Sóc bay lùn Hose, tên khoa học Petaurillus hosei, là một loài động vật có vú trong họ Sóc, bộ Gặm nhấm. Loài này được Thomas mô tả năm 1900. Chúng là loài đặc hữu của Malaysia.